# Бойкот ASCAP
Бойкот ASCAP —  бойкот Американского общества композиторов, авторов и издателей (ASCAP) радиовещательными организациями из-за непомерных лицензионных отчислений.
Американское общество композиторов, авторов и издателей (англ. The American Society of Composers, Authors and Publishers, ASCAP) — американская некоммерческая организация, основанная в 1914 году и занимающаяся отстаиванием исключительных авторских прав своих членов и сбором гонораров за исполнение авторской музыки. ASCAP является одной из наиболее крупных организаций, отслеживающих выполнение авторских прав авторов. Так в 2008 году, ASCAP собрала более US$933 млн за лицензированное исполнение музыки и выплатила своим членам US$817 млн в качестве гонорара (royalties), оставив себе 11,3 % на операционные расходы.
С 1931 по 1939 годы в США постоянно увеличивались авторские гонорары, взимаемые с вещательных организаций. Уровень отчислений достигал 448 % от первоначального.
В 1940 году, когда Американское общество композиторов, авторов и издателей попыталось удвоить свои лицензионные сборы, радиовещатели объявили бойкот ASCAPу путём открытия конкурирующих ему агентств. Было открыто агентство Broadcast Music Incorporated (BMI). В настоящее время организация Broadcast Music, Inc. является одной из трёх американских организаций по защите авторских прав, наряду с Американским обществом композиторов, авторов и издателей и SESAC. Организация собирает лицензионные сборы с исполнителей и вещателей от имени авторов песен, композиторов и музыкальных издателей и распределяет их среди тех членов, чьи произведения были исполнены. Так в 2015 финансовом году BMI собрала более $1.013 млрд в виде лицензионных платежей и распределила около $877 млн.
В течение десятимесячного периода — с 1 января по 29 октября 1941 года музыка, защищенная лицензиями ASCAP (это около 1,250,000 песен) не транслировалась ни на канале радиостанции NBC, ни на канале CBS. Вместо этого, на радиостанциях транслировали песни, находящиеся в общественном достоянии, региональные песни и музыку стиля ритм-энд-блюз, на которые у ASCAP не было авторских лицензий.
Разногласия между ASCAP и вещателями были решены, когда обе стороны согласились на более низкую взимаемую плату за лицензии, чем первоначально требовал ASCAP.
Во время бойкота часто звучала песня 1854 года «Русоволосая Дженни» (Jeanie with the Light Brown Hair). По сообщения журнала Time, «агентство Broadcast Music Incorporated (BMI) так часто запускало эту песню, что волосы Джини успели поседеть» Ещё одной известной песней времён бойкота была песня Гленна Миллера Песня волжских Бурлаков.